# Hilton Marques
Hilton Marques (Catende, 1939) è un drammaturgo e sceneggiatore brasiliano.

## Biografia
Nato a Catende, una città nella regione Zona da Mata di Pernambuco, Hilton Marques iniziò la sua carriera nel 1960, frequentando un corso di creazione, produzione e regia televisiva. Dopo aver superato l'esame, firmò il suo primo contratto con TV Rádio Clube do Recife, un'emittente appartenente a Rede Tupi. Due anni dopo, iniziò a lavorare anche nella redazione di Norton Publicidade do Nordeste.
Nel 1964 si trasferì a San Paolo per lavorare come supervisore radiofonico e televisivo presso l'agenzia pubblicitaria J. Walter Thompson. L'anno successivo fu invitato a tornare in televisione e firmò un contratto con TV Tupi a Rio de Janeiro per scrivere e dirigere spettacoli, programmi comici e teleteatri.
Nel 1975 si trasferì alla Rede Globo de Televisão e, insieme a Jô Soares, Max Nunes, Haroldo Barbosa e Afonso Brandão, creò e scrisse i programmi Planeta dos Homens (dal 1976 al 1980) e Viva o Gordo (dal 1981 al 1987).
Alla SBT, dove si trasferì nel 1988, insieme a Soares e Nunes, inizialmente scrisse la sceneggiatura del programma Veja o Gordo e, successivamente, scrisse quella per il talk show Jô Soares Onze e Meia.
È stato sceneggiatore e consulente per Programa do Jô, su Rede Globo.

## Teatro
Per il teatro scrisse due commedie in collaborazione con Max Nunes, messe in scena al Teatro Casa Grande e al Teatro da Praia, a Rio de Janeiro:
- Divórcio, o Cupim da Sociedade
- La Vênus Desbundê

## Libri
Ha pubblicato il suo primo romanzo nel 2008 tramite Editora Ediouro:
- Senhora das Savanas[1]